# فضل العلفي
فضل العلفي مخرج يمني قام بإخراج العديد من البرامج التلفزيونية ، كما قام بإخراج عدة مسلسلات درامية أهمها المسلسل الكوميدي الساخر كيني ميني من الجزء الأول إلى الثالث لينفصل بعدها عن شركة الخيل وينشئ شركة إنتاج خاصة تحت اسم روزانا ليكون باكورة أعمالها مسلسل عيني عينك مع شريكيه الفنان عبدالكريم الأشموري والكاتب محمد صالح الحبيشي.

## أهم الأعمال
- مننا فينا - عرض في رمضان 2009.
- الرهان الخاسر - فيلم 2008.[2]
- عيني عينك - عرض في رمضان 2008.
- كيني ميني 3 - عرض في رمضان 2007.[3]
- كيني ميني 2 - عرض في رمضان 2006.[3]
- كيني ميني 1 - عرض في رمضان 2005.[3]
- برنامج النقاش التفلزيوني وجهاً لوجه.